# Берці (село)
Бе́рці — село в Україні, у Судововишнянській міській громаді Яворівського району Львівської області. Населення станом на 2022 рік становить 10 осіб.

## Історія
Село засноване 1648 року. 
8 вересня 2016 року
Судововишнянська міська рада, в ході децентралізації, об'єднана з Судововишнянською міською громадою.
17 липня 2020 року, в результаті адміністративно-територіальної реформи та ліквідації Мостиського району, село увійшло до складу Яворівського району.

## Населення

### Мова
Розподіл населення за рідною мовою за даними перепису 2001 року:
| Мова       | Кількість | Відсоток |
| ---------- | --------- | -------- |
| українська | 26        | 100%     |